# ニューウェーブ (漫画)
漫画におけるニューウェーブは、1970年代末から1980年代初頭にかけて日本の青年漫画界に現れた、少年漫画と少女漫画、劇画の枠組みを乗り越えるような動向、あるいは新しい表現方法をいう。

## 経緯
1960年代以降、日本の漫画界は『ガロ』『COM』といった一部の実験的な漫画誌を除いて、「少年漫画」「少女漫画」「劇画」「大人漫画」の4つのジャンルにはっきりと分かれていた。
1970年代末に、まんが批評集団「迷宮」周辺のスタッフらが立ち上げた『JUNE』『Peke』（のち『コミックアゲイン』）『少年少女SFマンガ競作大全集』『別冊奇想天外SFマンガ大全集』（のち『マンガ奇想天外』）『漫金超』など、強い個性を持つ有名な漫画家や同人活動をしている漫画家の作品が掲載されたマイナー誌が相次いで創刊された。これらマイナー誌に描いた人達は漫画批評家に盛んに評価された。色々な題材の作品を生み出し、様々な表現方法の開発に取り組んだからである。
大友克洋、さべあのま、いしいひさいち、ひさうちみちお、宮西計三、柴門ふみ、高野文子、いしかわじゅん、高橋葉介、ますむらひろし、川崎ゆきお、諸星大二郎、湯田伸子などが挙げられる。作風に共通性は見出せないが、既存の漫画ジャンルに分類できない個性のある作品の総称として「ニューウェーブ」と呼ばれていた。 漫画コラムニストの夏目房之介は1981年に大友、ひさうち、吾妻ひでお、いしかわ、宮西、柴門、さべあ、福山庸治を招いて新聞に特集記事を掲載したが、吾妻ひでおはニューウェーブという分類を否定していた。夏目も後年、ニューウェーブについて「言説論とか知らん若者たちが、自分達のマンガだと思えた人たちを大友、吾妻中心に選んで、何となく成立した枠組みで、もちろん恣意的で曖昧」と発言している。
このような動きは、上記の漫画誌の休刊と、新たに創刊された『ヤングマガジン』『ビッグコミックスピリッツ』などの各青年誌に作家たちが移ったことにより終息した。
漫画原作者・批評家の大塚英志は、一連の現象について「描き手も読み手もそして評論家たちも『方法』にのみ関心を寄せ、それによって『描かれるもの』にほとんど注意が払われないままに『ニューウェーブ』の作家たちは数多の亜流を産み出しながら、『商品としてのまんが』の網の目の中に相応の位置を見つけていった。『ニューウェーブ』とはそのようなものでしかなかった」と評している。さらに大塚は24年組とニューウェーブとの比較において前者を「深層的」、後者を「表層的」なレベルでの変革と見做し、期待されたほどには漫画界を変革しえなかったと指摘している。

## 三流劇画ムーブメント
当初からエロ劇画の世界で自分の世界を築き上げる作者も多かった。もちろん、エロでなければ描けない世界というものもある。有名な人物はダーティ松本、北哲矢、村祖俊一、あがた有為、中島史雄、土屋慎吾、羽中ルイ、宮西計三、沢田竜二、三条友美、石井隆、小多魔若史など。
それまではエロ劇画は「低俗」という評価が主だったが、1978年（昭和53年）に三流劇画ムーブメントが起こった。当時の三大エロ劇画誌と言われた『漫画大快楽』『劇画アリス』『漫画エロジェニカ』の編集者（亀和田武、高取英ら）によって打ち上げられ、学生運動のような革命思想をマンガ雑誌の世界に持ち込んだものだった。「劇画全共闘」とも呼ばれた。
彼らによると、当時の漫画雑誌界にははっきりとした階層があり、一流から三流までが区別される。一流は『ビッグコミック』を筆頭とする有名誌であり、それに続く一般漫画誌が二流で、三流がエロ劇画誌である。ところが「一流は内容が保守的で一切の変革を求めない」「二流三流でデビューし、実力をつけた作家をつまみ食いにしている」「状況を打破するためには三流をもって一流にしなければならない」といった主張がなされた。これらの主張や『ガロ』の作家川崎ゆきおの起用、またSF、ロック、プロレスなどの評論コラムを掲載するなど、エロ劇画誌の固定観念からは離れた自由な誌面が作られていた。1978年には深夜番組『11PM』で三流劇画の特集を組み、1979年には『別冊新評』で「三流劇画の世界」が出版された。
彼らのエロ劇画誌の本分を逸脱した編集方針により、吾妻ひでお、いしかわじゅん、諸星大二郎など彼らに共鳴するメジャー作家や、芸術性が高くニューウェーブに分類された若手作者（ひさうちみちお、蛭子能収、宮西計三、平口広美、奥平イラ、まついなつき、高野文子、山田双葉（山田詠美）、さべあのまなど）に実験的な作品発表の場が提供され、1979年頃までは「エロ劇画ルネッサンス」とも呼ばれる。こうした潮流は橋本治、飯田耕一郎ら理論派の論客や『奇想天外』や『宝島』などのサブカルチャー雑誌を巻き込んで展開されたが、一般読者の支持を得られず、亀和田の『アリス』は1979年に休刊、1980年には『大快楽』の編集者は退社、『エロジェニカ』の出版社が倒産に至る。エロ劇画誌における評論や冒険的な編集姿勢は『劇画ハンター』『ラブラブ』『映画エロス』などの諸誌にも広がったが、高取の『エロジェニカ』からの撤退を期にほどなく収束していった。